# Margaret Cavendish, Duquesa de Newcastle-upon-Tyne
Margaret Lucas Cavendish, Duquesa de Newcastle-upon-Tyne (Colchester, 1623 - Welbeck, 15 de dezembro de 1673) foi uma aristocrata, filósofa, poeta, cientista, romancista e dramaturga britânica do século XVII. Nascida Margaret Lucas, era a irmã mais nova de Sir John Lucas, 1º Barão de Shenfield e Sir Charles Lucas, veterano do Exército Real. Foi dama de companhia da rainha Henriqueta Maria de França e viajou com ela para o exílio em seu país natal, morando por algum tempo na corte do jovem Luís XIV de França. Tornou-se em 1645 a segunda esposa de William Cavendish, 1.º Duque de Newcastle-upon-Tyne, quando ele ainda era um marquês.
Margaret foi poeta, filósofa, escritora de romances em prosa, ensaísta e dramaturga, que por muito tempo publicou de forma anônima, como muitas mulheres escritoras da época. Sua escrita abordava uma grande variedade de tópicos, incluindo estudos de gênero, poder, educação, método científico e filosofia. Seu romance utópico, The Blazing World, é um dos primeiros exemplos de romances em uma proto-ficção científica. Publicou extensivamente sobre filosofia natural e os primórdios da ciência moderna. Publicou mais de doze trabalhos originais; se incluir os trabalhos por ela revisados há cerca de 21 obras.
Margaret foi defendida e criticada como uma mulher única e inovadora. Ela renegou o aristotelismo e o mecanicismo do século XVII, preferindo um modelo vitalista. Foi a primeira mulher a atender à uma reunião da Royal Society of London, em 1667, criticando e socializando com diversos membros e filósofos da época, como Thomas Hobbes, René Descartes e Robert Boyle. Foi defensora dos direitos dos animais e uma das primeiras a se opôr aos testes em cobaias.

## Biografia

### Primeiros anos
Margaret nasceu em Colchester, em Essex, no leste da Inglaterra, em data incerta em 1623. O pai de Margaret, Thomas Lucas, foi exilado após um duelo que terminou com a morte de um "tal Sr. Brooks"; ele foi perdoado pelo Rei Jaime e retornou à Inglaterra em 1603. A mais nova de oito crianças, Margaret passava a maior parte do tempo com seus irmãos e irmãs. Não teve uma educação formal, porém tinha acesso à bibliotecas acadêmicas e tutores, embora insinuasse que as crianças prestavam pouca atenção aos tutores, que eram "mais para formalidade do que para benefício próprio". Já bastante nova verbalizava suas ideias e pensamentos no papel em uma época em que não era comum, tampouco bem aceito, que mulheres fosse publicamente inteligentes. Ela mantinha suas aventuras intelectuais na privacidade de sua própria casa.

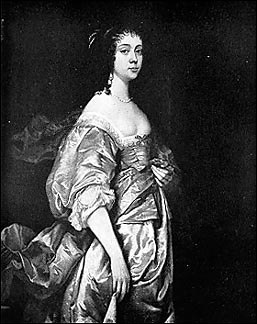
Mary Lucas, irmã mais velha de Margaret Cavendish

A família tinha meios modestos de vida e relativamente significativos para a sociedade da época e sua mãe, Elizabeth Leighton, já viúva, tentou manter a família em um nível não muito abaixo do que costumavam ter, onde seus filhos pudessem ter acesso a certos prazeres e benefícios. Sua mãe tinha pouca ou nenhuma ajuda masculina.

### Dama de companhia da rainha
Quando a rainha Henriqueta Maria estava em Oxford, Margaret apelou para a mãe para que ela permitisse que a filha se tornasse dama de companhia da rainha. Margaret acompanhou a rainha quando ela foi exilada e voltou para a França. Era a primeira vez que Margaret ficava longe da família. Seus escritos da época demonstram que junto da família era confiante e decidida, mas longe deles era assolada pela dúvida e pela timidez. Seu medo era o de falar ou agir de maneira imprópria sem a ajuda de seus irmãos e irmãs, o que poderia minar sua ambição de ser bem recebida e benquista pela sociedade. Ela falava apenas o absolutamente necessário e, consequentemente, foi tomada como tola por aqueles que a rodeavam. Margaret desculpou seu comportamento ao afirmar que preferia ser recebida como uma tola e não como atrevida ou rude. Arrependida de ter deixado sua casa para se tornar dama de companhia, ela declarou à sua mãe que queria deixar a corte. Sua mãe, no entanto, a persuadiu a ficar ao invés de desgraçar a si mesmo abandonando tudo e, principalmente, seu salário que, segundo anotações da própria Margaret, eram bem maiores do que uma simples aia. Assim, ela ficou em sua função por mais dois anos, até se casar com William Cavendish que, na época, era o Marquês de Newcastle.

### Casamento com William Cavendish
William gostava de Margaret, principalmente, por sua timidez. Ela também declarou que William foi o único homem por quem ela se apaixonou e o amava não por seu título, riqueza ou poder, mas por sua fidelidade, dever, gratidão, justiça e mérito. Ela acreditava que estes atributos era o que mantinham as pessoas unidas, mesmo que não fossem bem sucedidas na vida. Ela creditou ainda mais qualidades para ajudar seu marido e sua família a suportar o sofrimento que experimentariam futuramente como resultado de sua lealdade política.
William tinha dois filhos de seu casamento anterior, que chegaram a escrever uma comédia cujos protagonistas eram os recém-casados. Margaret escreveu, posteriormente, uma biografia sobre o marido intitulada The Life of the Thrice Noble, High and Puissant Prince William Cavendishe. Em sua dedicatória, ela relembra o tempo em que havia rumores sobre a autoria de seus trabalhos, especificamente de que seu marido teria sido o autor e não ela. William inclusive a defendeu de tais rumores. O casal tinha um relacionamento intelectual criativo, tendo trocado ideias e escrito juntos várias vezes.

### Problemas financeiros
Alguns anos após seu casamento, Margaret retornou à Inglaterra, junto do cunhado, Sir Charles Cavendish. Margaret soube que uma das propriedades do marido fora tomada pelo governo e vendida por ele ser um realista e que ela, por ser sua esposa, poderia se beneficiar da venda. Ela, porém não recebeu valor algum. Margaret observou que, embora muitas mulheres pedissem fundos, ela mesma apenas pediu uma vez e, sendo negada, decidiu que tais esforços não valiam a pena. Depois de um ano e meio, deixou a Inglaterra para estar com o marido novamente.

### Timidez e saúde
Margaret descrevia sua timidez como "melancolia" e que essa melancolia a impedia de querer crescer, de sair de sua casa para conhecer o mundo. Isso também a impedia de falar sobre seu trabalho em público, porém era algo o qual ela costumava ironizar e contextualizar em sua escrita. Margaret chegou a se auto-medicar contra essa melancolia e suas manifestações físicas, como a incapacidade de falar em público.

### Fama
Em suas memórias, Margaret explicou sobre a alegria de reinventar a si própria através da moda. Ela não gostava de usar os mesmos adereços e tecidos que outras mulheres vestiam, imprimindo em suas roupas seus pensamentos e atitudes. Várias passagens de suas memórias mostram que seu caráter era virtuoso e mesmo sendo reconhecida como uma boa pessoa pelos outros, ela esperava poder ser melhor do que eles. Esperava receber críticas por sua decisão de escrever sua biografia e depois respondeu que aquelas memórias eram para si própria, não para deleite do público, e que as futuras gerações assim poderiam ter uma noção de sua vida e sua família. Além disso, ela não entendia por que tinha que justificar sua decisão de escrever memórias quando tantos outros escreveram as suas e nunca foram questionados.

## Morte
A saúde de Margaret começou a declinar, em grande parte, por sua contínua auto-medicação e ela faleceu, subitamente, em 15 de dezembro de 1673, aos 50 anos de idade, na Abadia de Welbeck, em Nottinghamshire.

## Crítica e legado
Por ser uma escritora, por tratar com homens de filosofia natural e por seu excêntrico sendo de moda, a duquesa foi apelidada de "Meg, a Louca" e muitos de seus contemporâneos descartaram seus trabalhos devido a tais excentricidades incomuns para a época. Samuel Pepys uma vez chegou a escrever que Margaret era "uma mulher louca, presunçosa e ridícula" depois de ler uma de suas biografias.
Apesar de esta ser a percepção de uma parte do público e de colegas, Margaret tinha sua cota de admiradores. Por exemplo, Mildmay Fane, Conde de Westmorland, escreveu um poema em sua homenagem e John Dryden chegou a elogiar Margaret para seu marido o duque William por seu "estilo masculino". Sir Kenelm Digby e Henry More receberam cópias de seu trabalho e o valorizavam grandemente. Joseph Glanvill e Walter Charleton a respeitavam e ofereciam críticas construtivas e conselhos.
Em seus estudos científicos, ela foi amplamente desprezada pela Royal Society, que já tinha histórico de exclusão de mulheres de seus membros. Margaret foi a primeira mulher convidada, mas foi depois banida e só depois de 1945 que eles introduziram uma mulher como membro oficial. Muitos membros não encaravam seus experimentos científicos como úteis ou genuínos, já outros acreditavam que ela era uma séria proponente a prender filosofia e ciência. Seu conhecimento era reconhecido por alguns, como Bathsua Makin, que valorizava sua iniciativa e curiosidade de experimentação e a considerava um excelente exemplo do que mulheres poderiam alcançar se recebessem uma educação digna.
Por muito tempo depois de sua morte, sua excentricidade a impediu de ser levada a sério por historiadores literários. Foi apenas com Virginia Woolf, que escreveu The Common Reader, em 1925, que o redescobrimento de seu trabalho atraiu a atenção de público e crítica. Mesmo considerando parte de seu trabalho como fútil e intolerável, Margaret era tomada por autenticidade e tenacidade em seus escritos, que exalavam charme, candura, bizarrice e irresponsabilidade.
Após vários séculos de desinteresse, houve um segundo redescobrimento de sua vida e obra nos anos 1980, quando seus trabalhos foram analisados pela perspectiva feminista moderna. Houve várias tentativas de justificar sua excentricidade por lentes históricas. Ela também ganhou fama como uma das primeiras escritoras de ficção científica com seu romance utópico The Blazing World. Tendo se inspirado em sua própria figura para compor a protagonista, The Blazing World tem uma das primeiras "Mary Sue", personagem feminino tipicamente estereotipado.

## Galeria

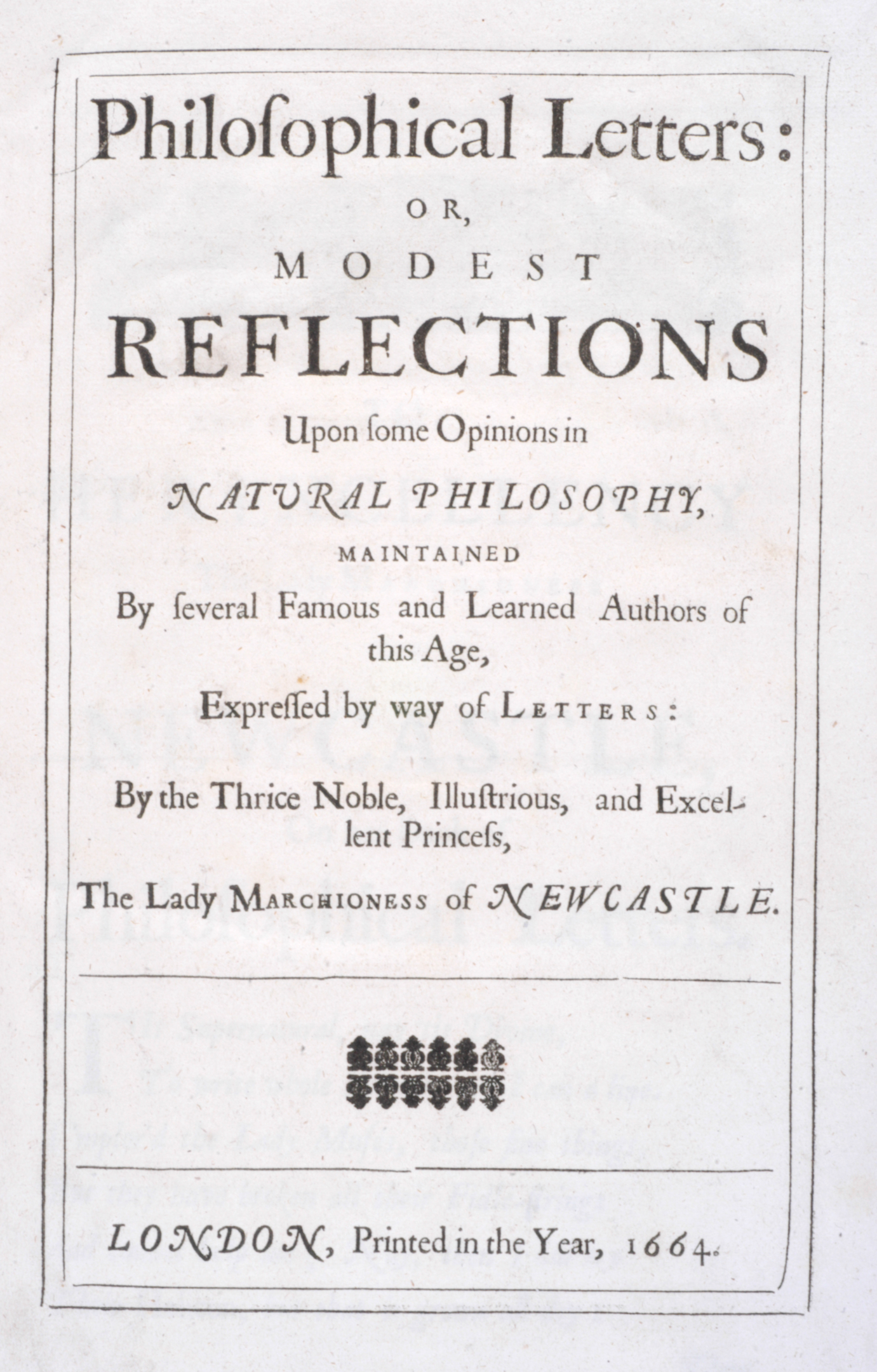
Philosophical letters, 1664
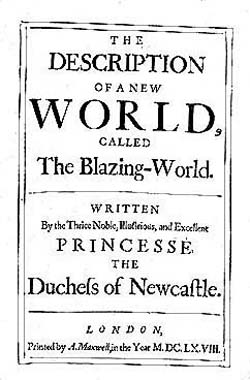
The Blazing World, 1666
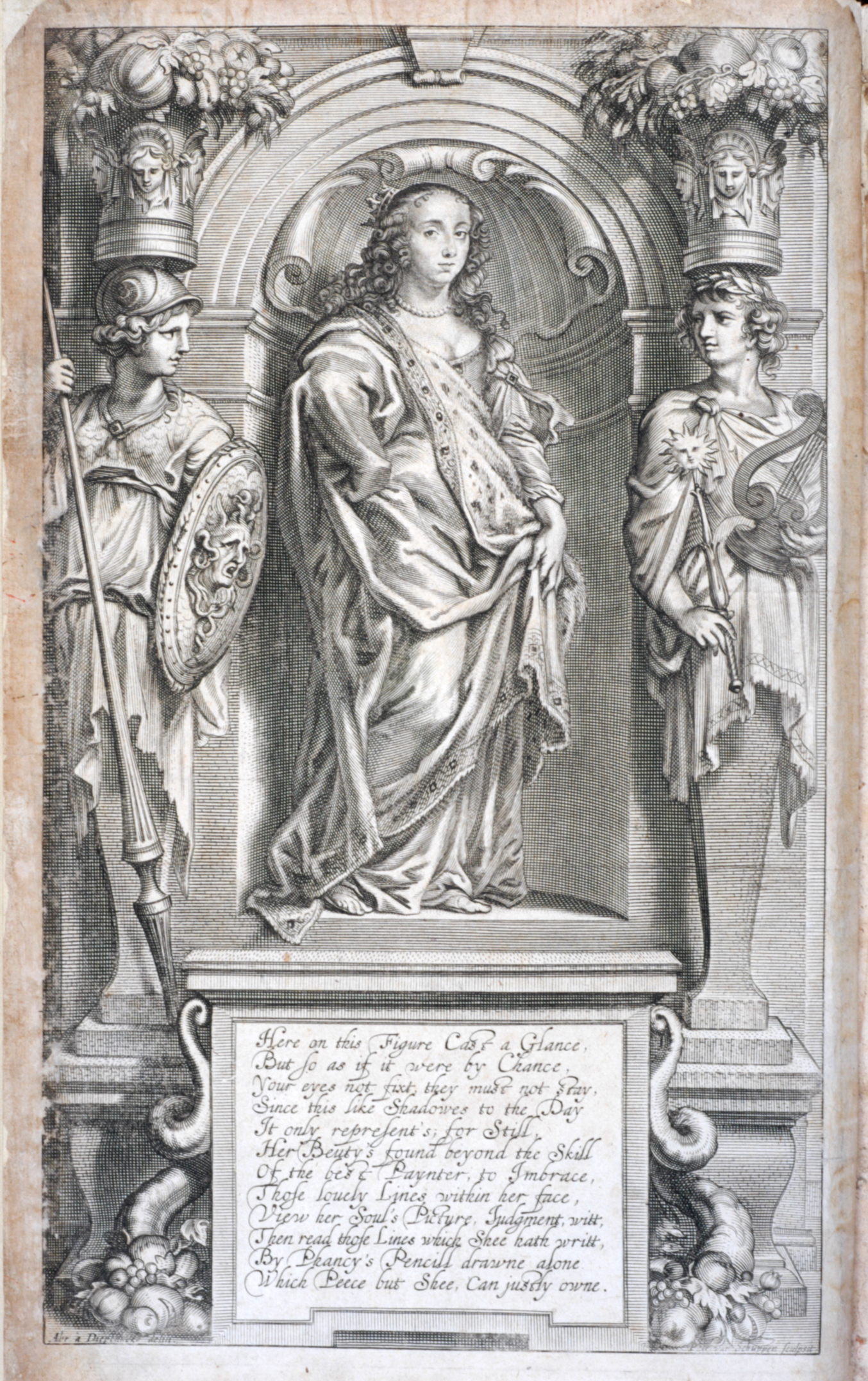
Grounds of Natural Philosophy, 1668
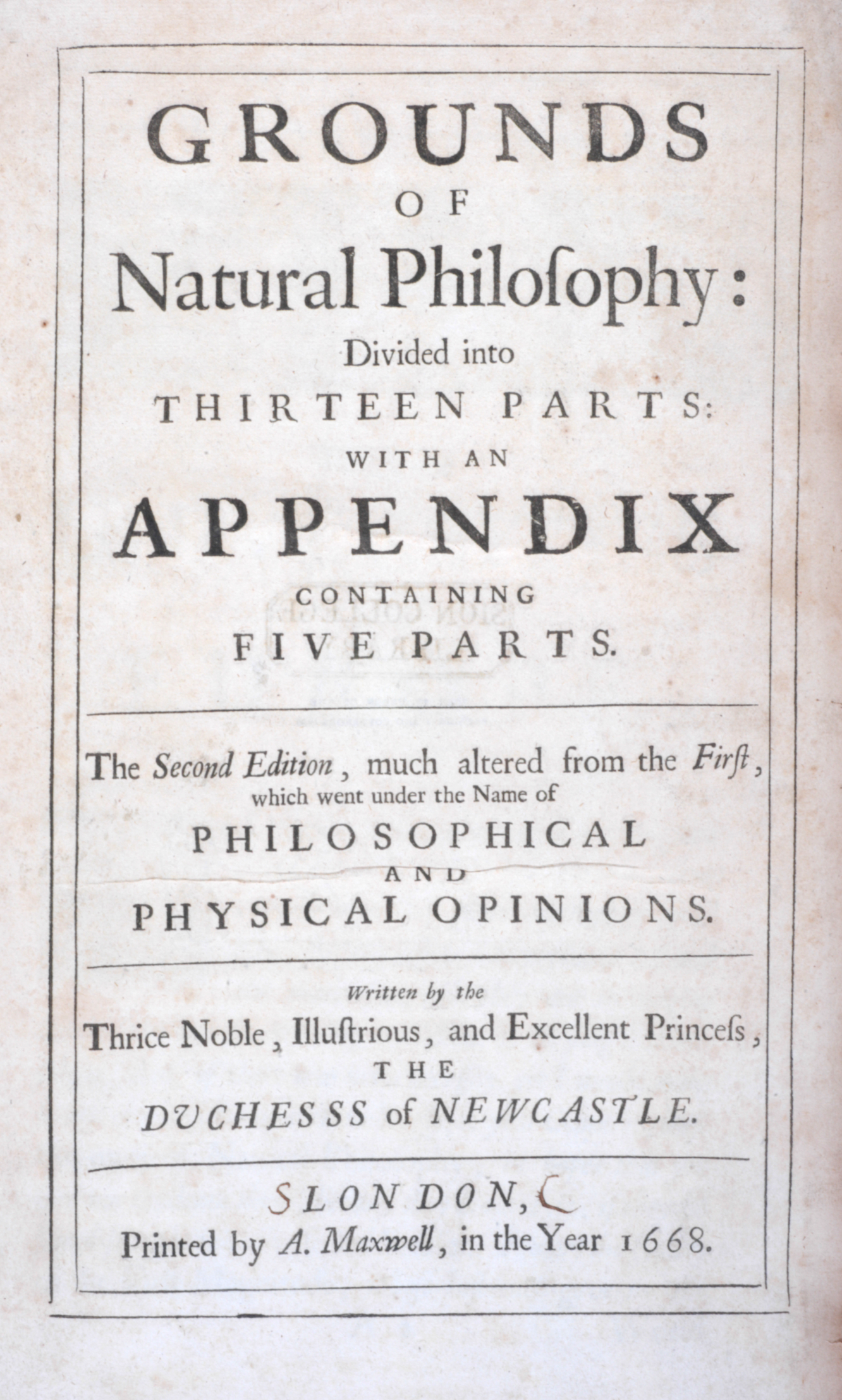
Grounds of Natural Philosophy, 1668